# Marie Taglioniová
Marie Taglioniová (23. dubna 1804, Stockholm – 22. dubna 1884, Marseille) byla švédsko-italská baletní tanečnice. Jedna z klíčových postav evropského tance a romantického baletu. Zavedla tanec na špičkách.

## Život
Její otec, Ital Filippo Taglioni, byl významným baletním umělcem a choreografem. Její matka byla rovněž baletka, Švédka Sophie Karstenová. Mládí prožila Marie ve Vídni, kam její rodina odešla ze Švédska v jejím velmi raném věku. Balet ji zde učil otec, a to velmi tvrdými metodami. Prorazila však nejprve v Mnichově a Stuttgartu. Průlomovou rolí byla Sylfida v baletu La Sylphide skladatele Jeana Schneitzhoeffera, k němuž původní choreografii vytvořil její otec, a to přímo pro ni (známější je však dnes verze Augusta Bournonvilla). Tato role ji proslavila v Paříži a prvně v ní také tančila na špičkách (šlo o nápad jejího otce). V letech 1828–1847 pak byla členkou Pařížské opery. Roku 1832 se vdala za hraběte Gilberta de Voisins a žila nějaký čas v jeho zámcích na Comském jezeře v Itálii. V roce 1836 se však rozešli. Roku 1847 tančila naposledy. V letech 1859–1870 učila ve své baletní škole v Paříži. Zde také vytvořila svou jedinou choreografii Le papillon (1860), a to pro svou studentku Emmu Livry. Od roku 1870 žila v Londýně, kde vyučovala držení těla a elegantní chůzi, jen výjimečně tanec.